# Rudar
Rudar é um filme de drama esloveno de 2017 dirigido e escrito por Hanna Antonina Wojcik Slak. Foi selecionado como representante de seu país ao Oscar de melhor filme estrangeiro em 2018.

## Elenco
- Boris Cavazza
- Jure Henigman
- Leon Lučev
- Tin Marn
- Marina Redzepovic